# Stathmodera unicolor
Stathmodera unicolor är en skalbaggsart som beskrevs av Stefan von Breuning 1960. Stathmodera unicolor ingår i släktet Stathmodera och familjen långhorningar. Inga underarter finns listade i Catalogue of Life.